# Vladimir Petrović
Vladimir Petrović, noto anche con lo pseudonimo di Pižon (in serbo Владимир Петровић?; Belgrado, 1º luglio 1955), è un allenatore di calcio ed ex calciatore serbo.

## Carriera

### Giocatore
Nato a Belgrado, in Serbia, dopo aver militato nelle giovanili, debuttò a 16 anni, nel 1971, con la prima squadra della Stella Rossa. Con questa formazione giocò ufficialmente in 526 gare vincendo quattro campionati di Jugoslavia, due Coppe di Jugoslavia oltre a raggiungere la finale della Coppa UEFA 1978-1979 persa contro il Borussia Mönchengladbach.
Nel dicembre 1982 si trasferì per un breve periodo all'Arsenal, totalizzando 13 apparizioni con la formazione londinese. Nel giugno 1983 si trasferì in Belgio, dapprima al Anversa e poi allo Standard Liegi, prima di chiudere la carriera in Francia, al Nancy.
Con la Nazionale jugoslava vanta 34 presenze e la partecipazione ai Mondiali di calcio Spagna 1982.

### Allenatore
Appese le scarpette al chiodo, come vice-allenatore, vinse la Coppa dei Campioni 1990-1991 con la Stella Rossa, e come suo allenatore la Coppa di Jugoslavia del 1996.
Trasferitosi alla guida della nazionale serba under-21 raggiunse la finale del Campionato europeo di calcio under-21 2004, perdendo contro l'Italia. Ha guidato la spedizione serbo-montenegrina ai Giochi olimpici di Atene 2004.
Dal 2005 è l'allenatore della squadra cinese del Dalian Shide, con cui ha vinto il campionato e la Coppa della Cina del 2005.
Nel settembre del 2007 viene nominato allenatore della nazionale cinese, ma dopo aver fallito le qualificazioni ai Mondiali del 2010 viene licenziato.
Il 3 giugno 2009 viene ingaggiato dalla Stella Rossa, dove rimane per una sola stagione. Passa quindi al Timișoara fino a quando, il 14 settembre 2010, viene chiamato alla guida della Serbia al posto dell'esonerato Radomir Antić. Il 14 ottobre 2011 viene però esonerato dopo la clamorosa eliminazione nel girone di qualificazione a Euro 2012.
Nel 2013 guida per poco tempo l'Iraq, per poi assumere le redini dello Yemen nel dicembre 2013. Si dimette nel maggio 2014, alla scadenza del contratto.
Nel 2015 guida per alcuni mesi l'OFK Belgrado.

## Palmarès

### Giocatore

#### Club
- Campionato jugoslavo: 4

Stella Rossa: 1972-1973, 1976-1977, 1979-1980, 1980-1981
- Coppa di Jugoslavia: 2

Stella Rossa: 1971, 1982

#### Nazionale
- Campionato d'Europa Under-21: 1

1978

#### Individuale
- Calciatore jugoslavo dell'anno: 1

1980

### Allenatore
- Coppe di Jugoslavia: 1

Stella Rossa: 1997
- Campionato cinese: 1

Dalian Shide: 2005
- Coppa di Cina: 1

Dalian Shide: 2005